# 中尾敏浩
中尾 敏浩（なかお としひろ、1982年11月12日 - ）は、福岡県福岡市東区出身の元プロ野球選手（外野手）。右投左打。

## 経歴

### 高校・大学時代
福岡県福岡市出身。PL学園中学校・高等学校に進学すると1999年の第71回選抜高等学校野球大会に出場し、準決勝で沖縄尚学高等学校に敗れる。2000年の第82回全国高等学校野球選手権大会では3回戦で智辯学園和歌山高等学校（武内晋一が所属）と対戦し、2打数1安打1打点3四球と活躍したが敗戦。当時は二塁手で、一学年下の今江敏晃と二遊間を組んでいた。
2001年に青山学院大学硬式野球部へ進学すると外野手へ転向し、1年春から先発出場。2002年秋のリーグ戦では打率.350・0本塁打・8打点の活躍を見せ、自身初のベストナインを受賞。2003年春のリーグ戦では打率.389・0本塁打・5打点と活躍し、二期連続となるベストナインを受賞。秋は打率.244と不振だったが、初の本塁打を記録するなど、リーグ戦優勝に貢献している。2004年は副主将をつとめ、春のリーグ戦で打率.417・1本塁打・5打点の大活躍で首位打者と三度目のベストナインを受賞した。秋には左の好打者としてドラフト候補にも名前が上るが、指名は無かった。リーグ通算99試合出場、341打数97安打・打率.284・3本塁打・42打点。

### JR東日本時代
卒業後、JR東日本に入社。JR東日本硬式野球部に入部すると、同年から監督に就任した堀井哲也の指導のもと、1年目から外野のレギュラーの座をつかんだ。2006年の第77回都市対抗野球大会では、小林太志や補強選手の森福允彦と共にチーム初のベスト4入りに貢献した。また第23回ハーレムベースボールウィーク日本代表、第16回IBAFインターコンチネンタルカップ日本代表にも選ばれている。2007年の第78回都市対抗野球大会ではチームの主軸として準優勝の原動力となった。同年の社会人ベストナインに選ばれる。
11月19日の大学生・社会人ドラフト会議において、東京ヤクルトスワローズから5巡目で指名された。12月2日に推定契約金5000万円、年俸1000万円で仮契約し、12月6日に入団が発表された。

### プロ入り後
2008年、春季キャンプ中に行われた阪神タイガースとの練習試合でソロホーマー含む3打数2安打1打点と鮮烈デビュー。しかし、オープン戦途中で右太もも肉離れのため戦線を離れ、リハビリ生活。その後、ファームで実戦復帰するも再び同じ箇所を故障。再復帰した際は感覚のズレに苦しむものの、シーズン後半から徐々に感覚を取り戻し、イースタン57試合に出場して打率.249、出塁率.360、6本塁打、22打点の成績をマーク。後半戦からは左翼手のレギュラーとして積極的に起用された。
2009年は、二軍で99試合に出場し打率.303、本塁打4、打点47を記録し、一軍でも2試合に出場した。2010年も二軍の中軸として85試合に出場したが前年よりも成績が落ち、打率.235、本塁打4、打点29であった。2011年も二軍で88試合に出場し打率.278を記録したが本塁打0に終わり、同年10月9日に戦力外通告を受け、12月2日自由契約公示され現役を引退、親会社のヤクルト本社職員に転身した。

## 詳細情報

### 年度別打撃成績
| 年 度     | 球 団     | 試 合 | 打 席 | 打 数 | 得 点 | 安 打 | 二 塁 打 | 三 塁 打 | 本 塁 打 | 塁 打 | 打 点 | 盗 塁 | 盗 塁 死 | 犠 打 | 犠 飛 | 四 球 | 敬 遠 | 死 球 | 三 振 | 併 殺 打 | 打 率 | 出 塁 率 | 長 打 率 | O P S |
| --------- | --------- | ----- | ----- | ----- | ----- | ----- | -------- | -------- | -------- | ----- | ----- | ----- | -------- | ----- | ----- | ----- | ----- | ----- | ----- | -------- | ----- | -------- | -------- | ----- |
| 2009      | ヤクルト  | 2     | 2     | 2     | 0     | 0     | 0        | 0        | 0        | 0     | 0     | 0     | 0        | 0     | 0     | 0     | 0     | 0     | 0     | 0        | .000  | .000     | .000     | .000  |
| 通算：1年 | 通算：1年 | 2     | 2     | 2     | 0     | 0     | 0        | 0        | 0        | 0     | 0     | 0     | 0        | 0     | 0     | 0     | 0     | 0     | 0     | 0        | .000  | .000     | .000     | .000  |

### 記録
- 初出場：2009年8月8日、対読売ジャイアンツ11回戦（東京ドーム）、7回表にユウキの代打で出場
- 初打席：同上、7回表にセス・グライシンガーから遊撃ゴロ

### 背番号
- 56 （2008年 - 2011年）